# Erik af Pommern
Erik af Pommern (oprindeligt Bugislav; født 1382 i Darłowo, død 1459 i Pommern), var konge af Norge (som Erik 3.) 1389-1442, Danmark (som Erik 7.) og Sverige (som Erik 13.) 1396-1439. Han var søn af hertug Vartislav VII af Pommern-Stolp og Maria af Mecklenborg-Schwerin, fostersøn og søsterbarnebarn til Margrete 1. (og således gennem moderen oldebarn af Valdemar Atterdag).
Efter at hendes søn Oluf var død i 1387, tog Margrete Erik ind som sin fostersøn. Da enkedronningen af Norge Margrete ikke ønskede Albrecht af Mecklenburg til konge, blev Erik udråbt som konge i 1389. I 1396 blev han også hyldet som konge af Danmark og Sverige. Og den 17. juni 1397 blev Nordens kongedømme stadfæstet med indgåelse af Kalmarunionen. Selv om Erik formelt var konge, var det dog stadig Margrete, der styrede. Først da Margrete døde i 1412, blev Erik regent af gavn. I officiel korrespondance bar han titlen "Erik, med Guds nåde Danmarks, Sveriges, Norges, Venders og Goters konge, hertug af Pommern."
Erik fortsatte de reformer, som Valdemar Atterdag og Margrete havde foretaget. Embederne som drost og marsk blev ikke besat, men kanslerens stilling blev styrket, og titlen blev ændret fra "rigets kansler" til "kongens kansler". Erik indsatte også danske adelsmænd på slottene i Danmark.
Pave Pius 2. beskrev (som Eneas Sylvius, dvs. inden han blev pave) Erik af Pommern således:
| Citat                                                                                            | Erik af Pommern havde et skønt legeme, rødgult hår, rødmosset ansigt og en lang, smal hals (...) Alene, uden hjælp og uden at berøre stigbøjlerne sprang han til hest, og han drog alle kvinder, især kejserinden, til sig med elskovs længsel. | Citat |
| (Citeret efter Gyldendal og Politikens Danmarkshistorie, bd. 6, 1400 – 1500, af Troels Dahlerup) | |       |

## Omkring Øresund
Sildemarkedet i Skåne var på retur, men trafikken gennem Øresund til Østersøen voksede kraftigt. I 1422 udstedte Erik en forordning, hvorefter alene danske købmænd kunne optræde som mellemmænd for udenlandske varer. Hansestæderne kunne ikke længere handle direkte med stormændene eller bønderne. I 1417 flyttede han regeringen til København, som herefter blev regnet som Danmarks hovedstad. Han lod Malmø befæste og byggede fæstningen Ørekrog  ved Helsingør (Kronborgs forgænger) og Kernen ved Helsingborg. Fra 1429 opkrævede Erik "Øresundstold" som erstatning for de faldende indtægter fra sildemarkedet i Skåne.

## Sønderjylland
Erik havde det samme brændende ønske om at indlemme Sønderjylland igen i riget som hans forfædre. Den 25. juli 1413 indkaldte han til danehof, for at det skulle afsige dom mellem kronen som lensherre og de schauenburgske grever som lensmænd. Erik mente, at hertugdømmet skulle betragtes som hjemfaldent, fordi greverne havde brudt deres troskabsed og ført krig mod Danmark. Dommen faldt ikke overraskende ud til kongens fordel. Erik begyndte at anlægge en række borge nær grænsen, hvor en af de største var Königsburg ved Slien. I 1413 grundlagde han Landskrone. I 1416 brød krigen ud. Erik indledte med at erobre Femern, men den blev hurtigt tilbageerobret af de holstenske grever. Erik mistede også Tønder, men i 1417 indtog han Slesvig. Krigen fortsatte til 1422, hvor Erik kun havde Flensborg tilbage. I 1417 stødte den slesvig-holstenske hær sammen med den danske hær ved Königsburg. Den tysk-romerske kejser (der i parentes bemærket var Eriks fætter) forlangte, at parterne satte sig til forhandlingsbordet. I 1423 blev der erklæret våbenhvile, og greverne skulle rømme Sønderjylland.
Erik tog nu på en udenlandsrejse af flere års varighed. Da han vendte hjem, erfarede han, at greverne endnu ikke havde rømmet hele Sønderjylland, og krigen blev genoptaget i 1426. Hansestæderne var nu gået over på grevernes side, og i 1427 angreb de København. Det lykkedes dog at slå dem tilbage, men ved den efterfølgende våbenstilstand måtte Erik anerkende de holstenske grevers ret til Sønderjylland og måtte give Hansestæderne deres handelsprivilegier tilbage. Erik ophørte dog ikke med at opkræve øresundstold.

## Uro og flugt
Sammenholdet i unionen var langt fra godt. Især i Norge og Sverige var der stor utilfredshed med alle krigsskatterne, og i 1434 udbrød der oprør i Midt- og Nordsverige. Erik blev tvunget til at besætte embederne drot og marsk. Kongen skulle ydermere regere i overensstemmelse med det svenske Rigsråd. Desuden skulle de svenske len besættes af svenske adelsmænd. Erik blev tvunget til at underskrive en håndfæstning, hvori hans beføjelser blev stærkt reducerede. Erik blev rasende og trak sig tilbage til sin borg, Visborg på Gotland. I 1437, da de danske bønder gjorde oprør, kaldte Rigsrådet ham tilbage til Danmark. Erik prøvede uden held at få hertug Bogislaw anerkendt som sin efterfølger. Erik tog igen tilbage til Gotland, medbringende sine skatte, og efterfølgende ernærede han sig ved sørøveri. Efter svenske angreb i 1449 blev han tvunget til at overgive borgen til Christian 1. og vende hjem til sit fødested i Pommern.
Det svenske rigsråd forsøgte at melde Sverige ud af unionen, og senere fulgte Danmark og Norge efter. Stormændene, som ønskede at beholde unionen, rettede henvendelse til Erik af Pommerns søstersøn, hertug Christoffer 3. af Bayern om at overtage kongemagten. Efter afgivelse af en række løfter blev Christoffer hyldet som konge af Danmark i 1440, af Sverige i 1441 og af Norge i 1442. Erik døde i Pommern i 1459 og blev begravet i kirken i Darłowo (Rügenwalde). Han var gift med Philippa, datter af Henrik 4. af England, men de fik ingen børn.